# Aurélien Ngeyitala
Aurélien Ngeyitala (ur. 29 maja 1994 w Évry, w regionie Île-de-France) – francuski piłkarz pochodzenia kongijskiego, grający na pozycji pomocnika.

## Kariera piłkarska

### Kariera klubowa
Wychowanek klubów FC Sochaux-Montbéliard i PSFK Czernomorec Burgas. W 2011 rozpoczął karierę piłkarską w barwach drugiej drużyny Sochaux. Latem następnego roku przeszedł do PSFK Czernomorec Burgas. Po zakończeniu sezonu 2012/13 wrócił do Francji, gdzie potem występował w klubach Amiens B i Évry FC. W styczniu 2015 podpisał kontrakt z ŠK Senec. W lutym 2016 zasilił skład FC Nitra. 20 lipca 2018 został piłkarzem Arsenału Kijów. 14 marca 2019 podpisał kontrakt z Wereją Stara Zagora.

### Kariera reprezentacyjna
W 2011 bronił barw juniorskiej reprezentacji Demokratycznej Republiki Konga. W 2012 występował w młodzieżowej reprezentacji Demokratycznej Republiki Konga.

## Sukcesy i odznaczenia

### Sukcesy piłkarskie
FC Nitra
- wicemistrz Słowackiej 2. ligi: 2016/17